# Национальный университет архитектуры и строительства Армении
Ереванский государственный университет архитектуры и строительства — высшее учебное заведение в Армении. Обучает специалистов в сфере архитектуры, строительства, дизайна, городского хозяйства, экологии, управления и технологии по международным стандартам болонской системы. Также ведёт научно-исследовательскую деятельность.

## История
Высшее архитектурно-строительное образование в Армении начало формироваться в октябре 1921 года с учреждением Ереванского государственного университета. В составе технического факультета университета тогда были открыты две специальности: инженерно-архитектурная и инженерно-гидротехническая. В феврале 1927 года они получили новые названия — «Городское строительство» и «Транспортное и гидротехническое строительство». Первый выпуск по этим направлениям состоялся в 1928 году: семь студентов технического факультета получили квалификацию архитектора. Вторая группа выпускников завершила обучение в 1930 году — 10 инженер-архитекторов и 22 инженера-гидротехника.
В 1930 году на основе технического факультета был создан Строительный институт Армянской ССР. Его первым руководителем стал выдающийся архитектор Михаил Мазманян. В структуру института вошли архитектурно-строительный, гидротехнический и химический факультеты. Позднее гидротехническое направление было закрыто, а химико-технологический факультет выделился в самостоятельное учебное заведение. К 1933 году на архитектурно-строительном факультете обучалось 354 студента, преподавательский состав насчитывал 61 человека.
В феврале 1933 года Строительный институт был преобразован в Политехнический, объединив в своей структуре и ранее созданный химико-технологический институт. В соответствии с потребностями экономики и социальной политики республики, учебное предложение строительного факультета постепенно расширялось, росло и количество поступающих.
В военные годы в институте была открыта аспирантура по нескольким направлениям, а также получено право проводить защиты кандидатских диссертаций.
В сентябре 1955 года было введено в эксплуатацию новое центральное здание Политехнического института, построенное по проекту архитектора Арташеса Мамишаняна.
К 1959 году в составе строительного факультета действовали шесть направлений подготовки: промышленное и гражданское строительство, архитектура, гидротехническое строительство, строительство автомобильных дорог, системы водоснабжения и канализации, а также теплогазоснабжение. Факультет отличался высоким уровнем образовательной и исследовательской работы, а его выпускники внесли весомый вклад в развитие инфраструктуры Армении, участвуя в проектировании и возведении большинства значимых объектов промышленного и гражданского строительства.
В мае 1974 года в результате расширения факультета он был разделён на два новых подразделения — архитектурно-строительный и инженерно-строительный факультеты. В первый вошли направления: архитектура, промышленное и гражданское строительство, технологии и конструкции зданий, а также экономика и организация строительства. Во второй — специализации, связанные с гидротехническими сооружениями, системами теплоснабжения и вентиляции, водоснабжением, строительством автомобильных дорог, мостов и тоннелей.
Для решения задачи подготовки инженерных кадров в регионах, отдалённых от столицы, были открыты филиалы политехнического института в Гюмри и Ванадзоре. В Гюмри с 1960 года начали обучать специалистов по промышленному и гражданскому строительству — сначала по заочной форме, с 1966 года добавили вечернее отделение, а с 1967-го — дневное. Аналогичная специальность появилась в Ванадзоре в 1960/61 учебном году на вечернем отделении, а затем, в 1963/64 году, был открыт дневной курс, и в 1964/65 — заочный.
Начиная с 1920-х годов, в рамках приёмной кампании на технический факультет выделялись квоты для студентов армянского происхождения из других стран. В результате в университете, а впоследствии — в политехническом институте, училось множество представителей армянской диаспоры из стран Ближнего Востока, Балкан, Южной Америки и Африки, включая Ливан, Сирию, Ирак, Иран, Иорданию, Болгарию, Кипр, Египет, Эфиопию, Аргентину, Уругвай, Турцию и другие государства.
11 июля 1989 года по решению Совета Министров Армянской ССР на базе профильных факультетов и кафедр Ереванского политехнического института был учреждён специализированный архитектурно-строительный институт. Спустя 11 лет, в июле 2000 года, он получил новое название — Ереванский государственный университет архитектуры и строительства. Цель преобразования заключалась в усилении подготовки профессиональных архитекторов и градостроителей, а также в развитии научных исследований в области архитектуры и строительных технологий.
Первым руководителем Ереванского государственного университета архитектуры и строительства после его учреждения стал доктор технических наук, профессор Арест Бегларян, занимавший эту должность с 1989 по 2005 год. С 2006 года пост ректора занимает профессор Оганес Токмаджян, также доктор технических наук.
В июне 2002 года университет отметил своё 80-летие. В праздничных мероприятиях участвовали представители ведущих вузов Армении, а также зарубежные делегации из стран СНГ, Европы и Северной Америки, включая гостей из США, Канады, Франции и Италии.
За более чем восемь с половиной десятилетий своего существования университет подготовил около 30 тысяч специалистов в области архитектуры и строительства. Многие из них стали заметными фигурами в научной и профессиональной среде, заняли ответственные должности и внесли значительный вклад в развитие отрасли. С 1957 года университет выпустил около 400 студентов из армянской диаспоры и других стран, которые успешно трудятся по всему миру, прославляя свою альма-матер и укрепляя её международный авторитет.
Ереванский государственный университет архитектуры и строительства по праву считается одним из наиболее уважаемых учебных заведений в своей сфере. Его выпускники регулярно добиваются признания на международной арене — побеждают в профессиональных конкурсах и олимпиадах, а выданный вузом диплом признаётся в ряде стран. В Армении это единственный вуз, специализирующийся на подготовке архитекторов и инженеров-строителей, где обучение по двум десяткам направлений обеспечивают лучшие преподаватели республики.

## Университет сегодня
Высший руководящий орган университета — Попечительский совет, состоит из 20 членов, избранных среди высших чиновников Армении, руководителей крупных предприятий, преподавательского состава университета, а также студентов разных ступеней обучения. Председателем попечительского совета в 2022 году был избран председатель Комитета по градостроительству Армении — Армен Гуларян.
Высший орган административного управления университета — Научный совет, председателем является ректор. Членами Научного совета университета являются избранные коллективом деканы, преподаватели, студенты и другие лица. Университетом руководит ректор, который избирается Попечительским советом на 5 лет. Совместно с ректором действует ректорат, который руководит учебной, научной, финансовой и хозяйственной деятельностью, капитальным строительством.
Ректор университета посредством проректоров и аппарата управления систематизирует и руководит деятельностью структурных подразделений, также как и обеспечивает исполнение решений совета, научного совета, ректората и ректора.

## Известные выпускники
- Артак Гулян — Заслуженный архитектор Республики Армения, автор проекта Армянского храмового комплекса в Москве;
- Тамара Туманян — архитектор, Заслуженный деятель культуры Армении[8];
- Тиран Марутян — архитектор, Заслуженный строитель Армении[9];
- Анаит Сагинян — писательница;
- Сархат Петросян — дизайнер, предприниматель;
- Азат Аршакян — политик;
- Адам Саакян — участник Четырёхдневной войны;
- Андраник Теванян — политик, государственный деятель;
- Гор Варданян — актёр, продюсер, сценарист;
- Лусине Егян — писательница.